# Reichardia tingitana
Reichardia tingitana là một loài thực vật có hoa trong họ Cúc. Loài này được (L.) Roth miêu tả khoa học đầu tiên năm 1787.